# 23 Ursae Majoris
23 Ursae Majoris – gwiazda potrójna w gwiazdozbiorze Wielkiej Niedźwiedzicy.
W skład układu wchodzą:
- 23 Ursae Majoris A – żółto-biały podolbrzym klasy F0IV o promieniu równym 2,9 promienia Słońca i jasności 15 razy większej niż jasność Słońca[1]
- 23 Ursae Majoris B – gwiazda typu F0 o jasności 9,19m

Składniki A i B tworzą fizyczny układ podwójny.
- 23 Ursae Majoris C – gwiazda o jasności 10,5m będąca składnikiem optycznym układu (niepowiązanym fizycznie z gwiazdami A i B)